# Bitka na Velbuždu
Bitka kod Velbužda (danas Ćustendil, Bugarska) je bila velika bitka koja se 28. srpnja 1330. godine odigrala između vojski Srpskog Kraljevstva i Drugog Bugarskog Carstva. Srbe je prevodio Stefan Uroš III. Dečanski, Bugare car Mihajlo Ansen III., a Srbi su potukli bugarsku vojsku i uspjeli zavladati dijelom bugarskog teritorija. Ova bitka imala je velike posljedice, omogućivši već ojačanoj Srbiji da se proširi i u sljedećim godinama pretvori u Srpsko Carstvo.

## Događaji pred bitku
Prvo Bugarsko Carstvo palo je pod Bizant godine 1018. godine. Zatim, 1185. Teodor Petar IV. vodi svoj narod u pobunu protiv Grka i u samo godinu dana uspjeva osamostaliti Bugarsku, osnivajući pri tom novo moćno Bugarsko Carstvo, koje je uskoro postalo dominantna sila na Balkanu i centar kulture pravoslavnih Slavena. Međutim, mongolskim invazijama i unutarnjim pobunama, Bugarska i Bizant slabe kroz 13. stoljeće. Naprotiv njih, srpska država jača. Kroz kasno 13. stoljeće vladari Srbije sve više jačaju, kadkad nominalno priznavajući ugarsku vlast nebi li proširili svoje posjede. Kad je Stefan Uroš III. stupio na srpsko prijestolje, Srbija se već počela širiti prema jugu i Makedoniji. To nije nimalo bilo povoljno za Bugare, kojima je cilj bio da do kraja razore Bizant i zauzmu Carigrad. Bugari su se stoga morali zbližiti s Grcima i uz njihovu pomoć udariti po Srbiji.

## Bitka
Mihajlo Ansen je od svoga saveznika Basaraba I. Vlaškog dobio vojsku od 3000 ljudi, većinom Tatara i Oseta. Skupa sa svojim jedinicama, bugarska je vojska brojila od 13000 do 15000 ljudi. Uroš Dečanski je imao nešto veću vojsku, s plaćenicima iz Njemačke i Španjolske, vjerojatno oko 18000 ljudi. Plan je bio da Bugari udare s istoka, a Grci s juga. Međutim nakon što je zauzeo Prilep i pet manjih utvrda, bizantski car Andrionik III., odlučio je prepustiti Mihajla samoga i čekati rezultat srpsko-bugarskog sukoba. Dana 28. 7. 1330. dvije vojske su se sukobile. Nakon borbe kraj rijeke, između dvaju tabora, Srbi se uspijevaju probiti i doći do bugarskih rezerva. Car Mihajlo je bio teško ranjen, konj mu ubijen, a neprijatelji su ga odveli u srpski tabor. Tu je vjerojatno i umro od ozljeda 31. srpnja. Srbi su potom zgazili i preostale trupe koje je prevodio carev brat Belaur. Put prema Makedoniji i zapadnoj Bugarskoj je bio otvoren.

## Posljedice
Posljedice ove bitke bile su katastrofalne i za Bugarsku i za Bizant. Srbija je 15 godina nakon ove bitke zauzela većinu Balkana, postavši Srpsko Carstvo, pod sinom Stefana Dečanskog, Stefanom Dušanom, zadržavši se na toj poziciji najjače na Balkanu više-manje do Bitke na Kosovu polju 1389. Bugarska država (ili bolje rečeno državice) poživjet će još nekoliko desetljeća, padajući konačno pod Turke u ranome 15. stoljeću.